# Сенник
Се́нник (болг. Сенник) — село в Габровській області Болгарії. Входить до складу общини Севлієво.

## Населення
За даними перепису населення 2011 року у селі проживали 842 особи.
Національний склад населення села:
| Національність   | Кількість осіб | Відсоток |
| ---------------- | -------------- | -------- |
| болгари          | 690            | 87,5%    |
| цигани           | 95             | 12,0%    |
| турки            | 4              | 0,5%     |
| інша             | 0              | 0%       |
| не визначились   | 0              | 0%       |
| Всього відповіли | 789            |          |

Розподіл населення за віком у 2011 році:
Динаміка населення: